# Col de Cou (vallée Verte)
Pour les articles homonymes, voir Col de Cou.
Le col de Cou est un col des Préalpes situé dans le massif du Chablais, dans le département français de la Haute-Savoie en région Auvergne-Rhône-Alpes.

## Toponymie
Cou est un toponyme dérivé du mot col, indiquant un « passage de montagne », provenant du latin collum (« col, cime »).

## Géographie
Entre la pointe de Targaillan au sud et l'Aiguille au nord, le col de Cou est le point de passage entre la vallée Verte à l'ouest et le pays de la Côte-en-Chablais à l'est d'où il est accessible depuis Draillant et Fessy.
Aux limites des communes de Cervens et d'Habère-Poche, il est franchi à 1 117 m d'altitude par la route départementale 12 reliant Thonon-les-Bains à Bonneville. Celle-ci présente un passage sur son versant nord à 6,5 % et sur son versant sud à 6 %. La montée depuis Fessy, beaucoup plus rude, présente un pourcentage moyen de 7,5 % avec un passage à 9 % sur 400 mètres.

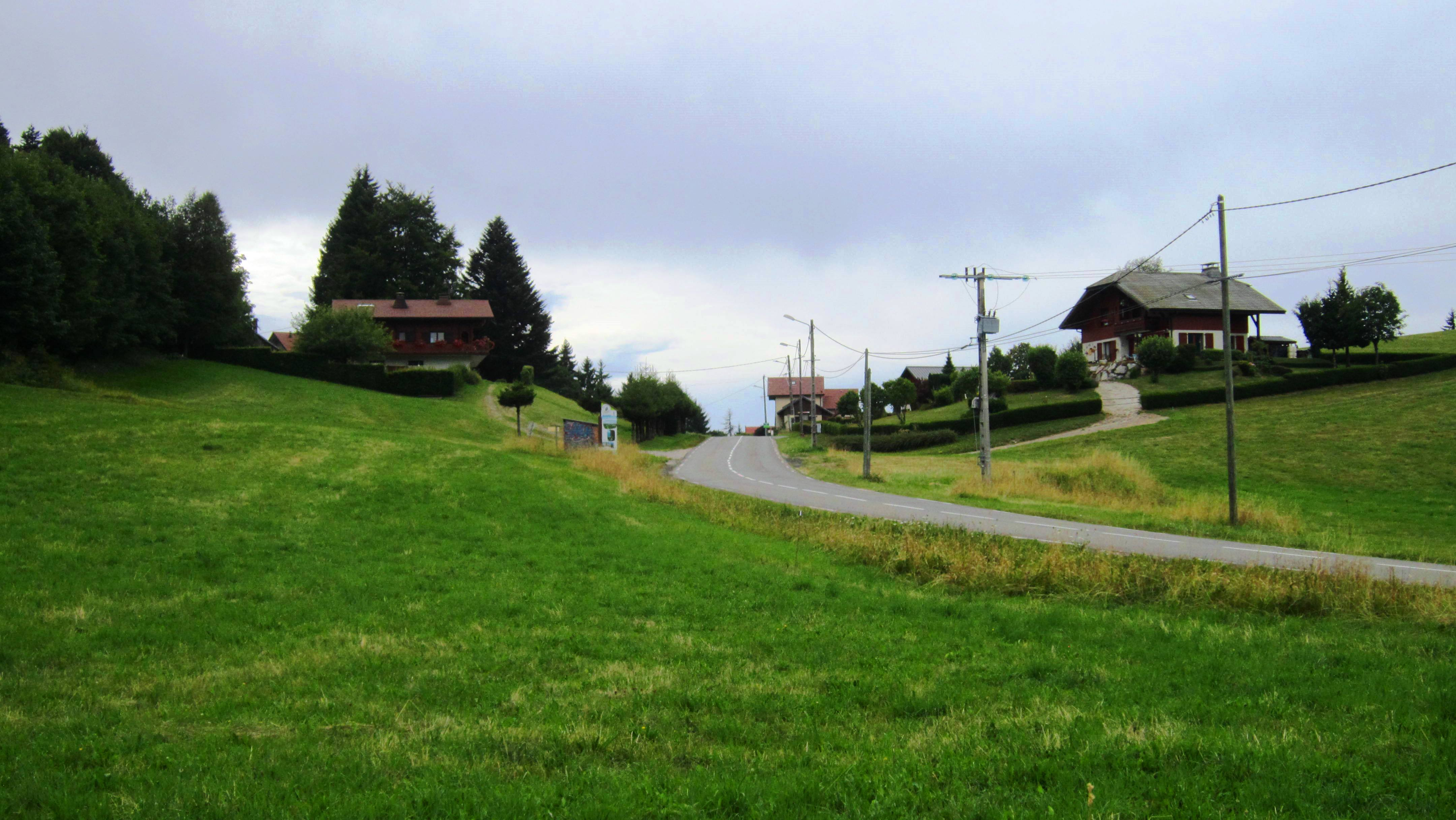
Vue du col depuis le versant sud-est.
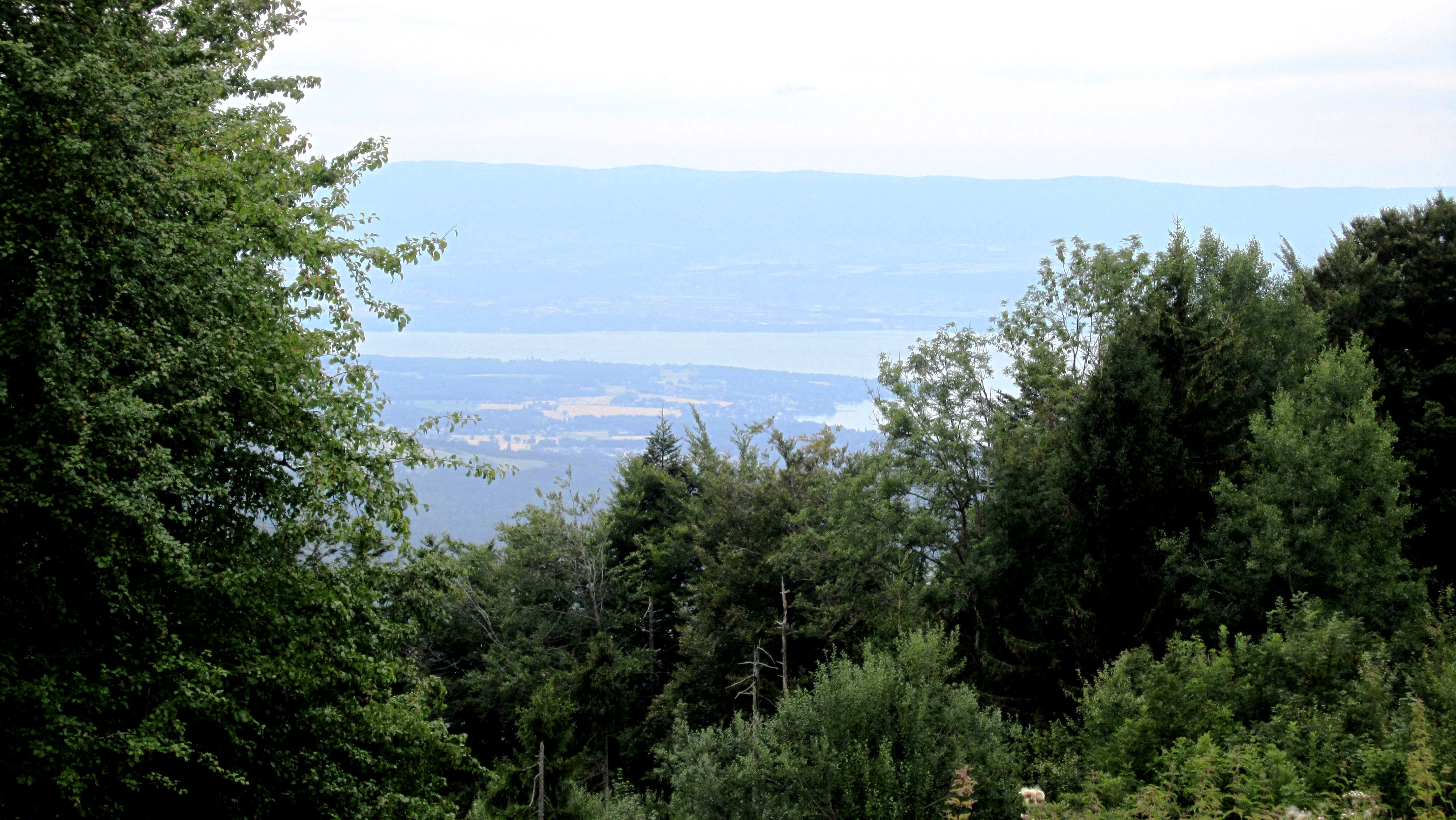
Vue du lac Léman et du canton de Vaud (Suisse) depuis le col.
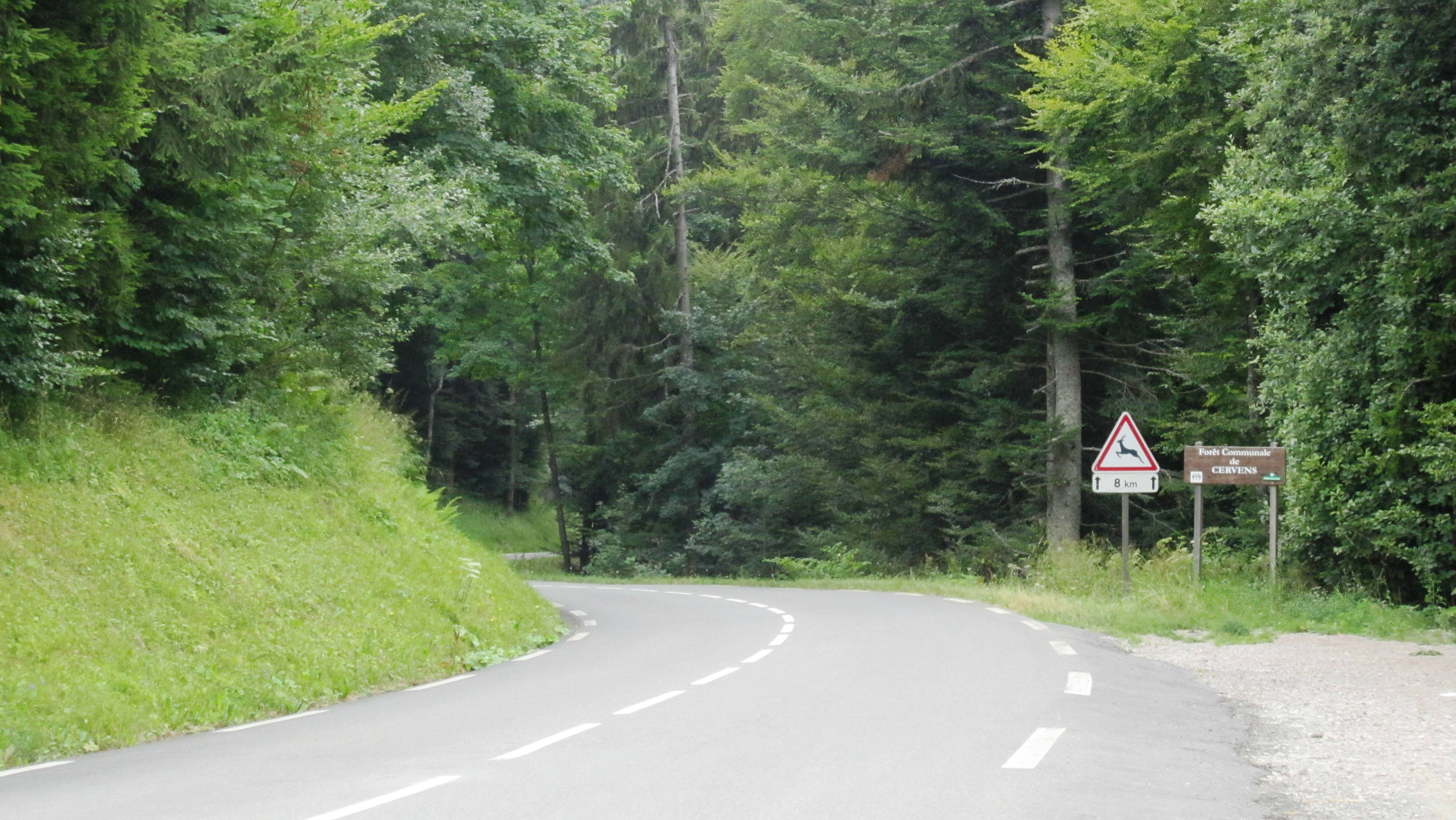
Le départ de la route vers Draillant.

## Végétation
La végétation de chacun des deux versants est fortement contrastée. Alors que le versant de la vallée Verte, en adret, est totalement déboisé jusqu'au col, celui du pays de la Côte, en ubac, est immédiatement et totalement forestier, couvert essentiellement de hêtres, sapins et quelques rares  mélèzes.

## Installations

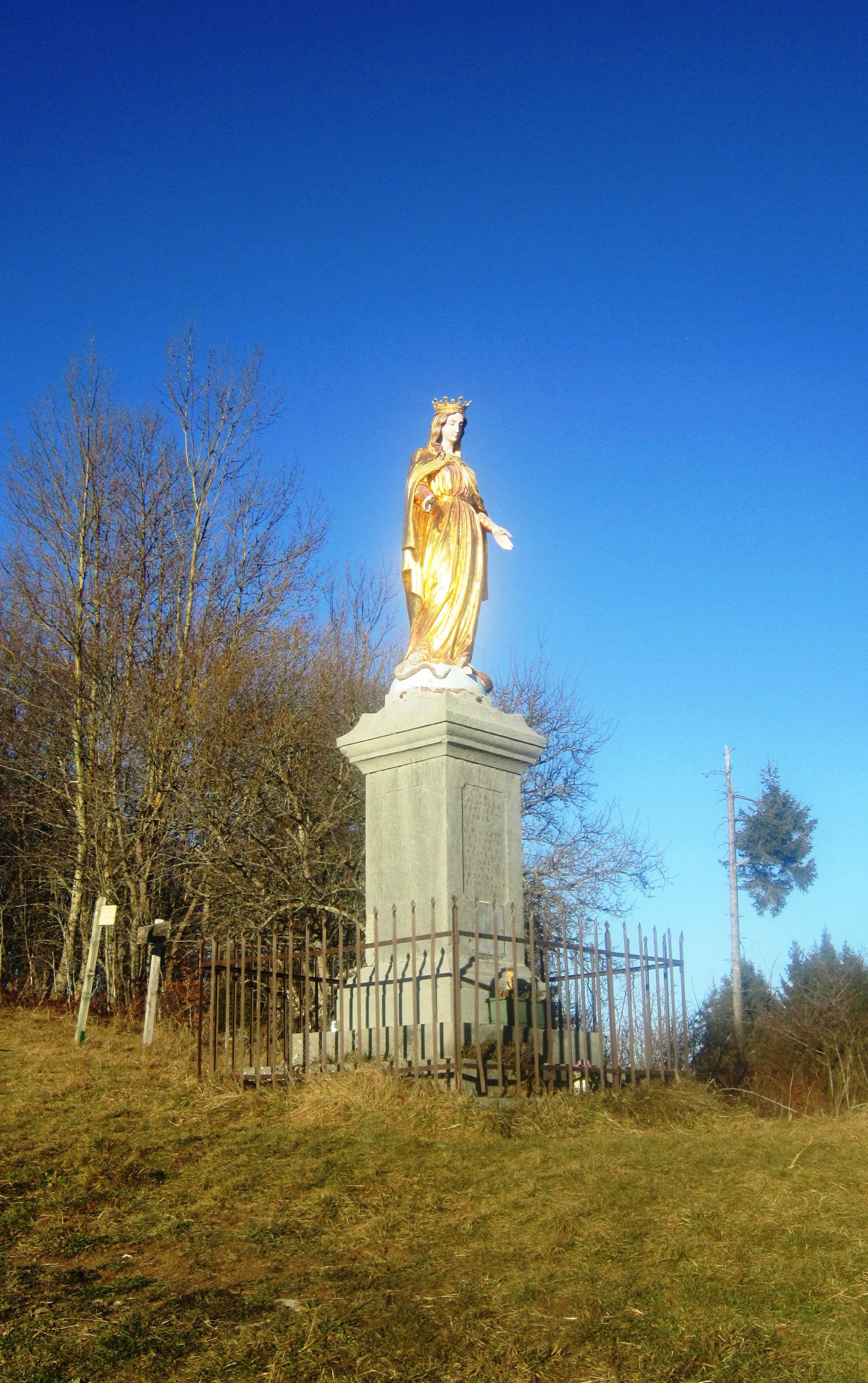
Statue de la Vierge au sommet de l'Aiguille

Une ancienne buvette rénovée ainsi que quelques constructions plus récentes se trouvent au sommet, du côté de la vallée Verte.
À l'est, une statue dorée de la Vierge domine le col à 1 160 mètres d'altitude au sommet de l'Aiguille.

## Tour de France
Le col de Cou a été franchi au total à six reprises par le Tour de France depuis 1969. Voici les coureurs qui ont franchi le col les premiers :
| Année | Étape | Catégorie | Coureur          |
| ----- | ----- | --------- | ---------------- |
| 1969  | 8eb   | 3e        | Andrés Gandarias |
| 1970  | 11eb  | 3e        | Italo Zilioli    |
| 1977  | 14e   | 2e        | Bernard Quilfen  |
| 1981  | 17e   | 2e        | Vicente Belda    |
| 1984  | 21e   | 3e        | Bernard Bourreau |
| 2023  | 14e   | 1re       | Giulio Ciccone   |